# Erik Thomas
Erik Thomas (Paraná, 16 gennaio 1995) è un cestista argentino con cittadinanza statunitense.
È il figlio dell'allenatore ed ex cestista Jim Thomas. e il fratello di Sthefany Thomas.